# Romualda
Romualda ist ein litauischer weiblicher Vorname, abgeleitet von Romuald. Die männliche Form ist Romualdas.

## Personen
- Romualda Hofertienė (1941–2017), Politikerin, Mitglied des Seimas
- Romualda Kšanienė (* 1947), Managerin und Politikerin, Mitglied des Seimas